# Иоанн (Макашвили)

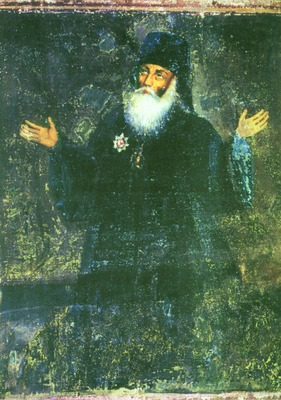
На западной стене того же столба красуется второй портрет Иоанна Бодбели, на котором он изображен в монашеском одеянии, без парадных атрибутов, в позе молящегося с распростертыми руками. На груди его виднеется панагия с изображением св. Нины русской работы.

Митрополи́т Иоа́нн (в миру князь Иван Ома́нович Макашви́ли, груз. იოანე ომანის ძე მაყაშვილი, также его фамилия значилась как Бодбели, груз. ბოდბელი, и Бодбель-Макаев; 1744, село Икалто, Кахетия — 24 сентября (6 октября) 1837) — епископ Русской православной церкви, митрополит Бодбийско-Сигнахский.

## Биография
Родился в 1744 году в селе Икалто в семье дворянина Омана Макашвили. Род Макашвили некогда принадлежал к влиятельным кахетинским княжеским родам. Получил домашнее образование.
В 1769 году поступил в Иоанно-Предтеческий монастырь (Натлисмцемели) в Гареджи, где получил богословское образование, а в 1774 года принял постриг. В 1776 году был рукоположён в сан иеродиакона, в 1778 году — в сан иеромонаха.
В начале 1788 года по благословению католикоса-патриарха Восточной Грузии Антония I стал архимандритом и был переведён в Ниноцминдскую епархию настоятелем Ниноцминдского монастыря.
В 1790 году католикосом-патриархом Восточной Грузии Антонием II хиротонисан во епископа Ниноцминдского.
В 1792 году территории Бодбийская и Сигнахская епархия были объединены, и на эту объединённую епархию был переведён епископ Иоанн, возведённый в сан архиепископа. К началу XIX века в управляемой им епархии числилось уже больше 100 приходских церквей. Своя церковь была почти в каждой деревне.
Архиепископ Иоанн не разделял курс последнего царя Картли-Кахети Георгия XII и после его смерти не поддержал притязаний на царский престол его сына Давида. Вёл переписку с другим претендентом, жившим в Иране и пользовавшимся поддержкой иранского шаха, сыном царя Картли-Кахети Ираклия II царевичем Александром.
В феврале 1801 года в ответе католикоса-патриарха Восточной Грузии Антония II на запрос главноуправляющего Кавказом генерал-майора Карла Кнорринга о грузинском духовенстве архиепископ Иоанн упомянут в отзыве католикоса-патриарха; указано, что он живёт в монастыре Бодбе, «в его епархии 31 селение да князей 28».
22 марта 1801 года архиепископ Иоанн был внесён в «Список знатнейших в Грузии чиновников, усердствовавших более всего Его Императорскому Величеству [Российскому]».
Выступил против упразднения в 1801 году Картли-Кахетинского царства и вхождения его территорий в состав Российской империи на правах губернии, настаивая на соблюдении договорённости о сохранении правления царского дома Багратиони, регламентированной Георгиевским трактатом, заключённым императрицей Екатериной II и царём Ираклием II в 1783 году.
Принял участие в восстании кахетинских дворян в 1802 году, выдвигавших на царский престол Картли-Кахети сына царя Ираклия II Юлона. 25 июля архиепископ Иоанн и князья Шида-Кахетии присягнули на верность царевичу Юлону, с тем чтобы он присягал российскому императору. Архиепископ Иоанн подписал «Письмо Кизикских князей и народа князьям и народу Внутренней Кахетии», где сообщалось о факте принятия присяги, а также содержались призыв «не отстать от нашего братства» и обращение к епископу Некресскому Амвросию (Микадзе) «ободрить народ» и «обязать его клятвою… Юлону». Популярность митрополита Иоанна обеспечила приток в ряды восставших значительной части населения Восточной Грузии. По инициативе митрополита Иоанна от лица грузинского народа 21 июля была составлена петиция на имя российского императора Александра I о выполнении пунктов Георгиевского трактата, которую митрополит Иоанн отвёз в Тифлис Кноррингу. Его арестовали, 31 июля митрополит Иоанн дал показания. В ходе расследования он сослался на то, что «был введён в недоразумение», и обещал в случае освобождения добиться принесения кахетинцами клятвы верности российскому императору. Его слова подтвердили арестованные князья и другие лица.
1—2 августа того же года командующий русскими военными частями в Грузии генерал-майор Иван Лазарев с войсками выступил в Кахети «для укрощения восставших кахетинских князей» и взял с собой архиепископа Иоанна как «оказывающего усердие и приверженность к России», о чём сообщил в рапорте Кноррингу от 11 августа. 3 августа митрополит Иоанн в качестве посла был отправлен в ставку кахетинских князей, где он должен был ознакомить их с письмом Лазарева и «лично объяснить князьям, сколь поступки их противны долгу присяги». 5 августа архиепископ Иоанн и несколько князей «знатнейших фамилий» вернулись в ставку Лазарева; князья, а позже и народ приняли присягу российскому императору.
18 февраля 1811 года главноуправляющий Грузией генерал Александр Тормасов в докладе обер-прокурору Синода князю Голицыну с видением переустройства церкви в Грузии написал: «Кахетинским и Алавердским же правящим архиереем назначить митрополита Бодбийско-Сигнахского Иоанна (Бодбели), достойнейшего из всех прочих».
После упразднения автокефалии Грузинской православной церкви 30 июня 1811 года был образован Грузинский экзархат. Епархии были укрупнены. В Кахетии на основе Руставской, Некресской, Бодбийско-Сигнахской, Алавердской и Ниноцминдской епархий была образована Алавердско-Кахетинская (Алавердско-Телавская) епархия, на которую и был назначен митрополит Иоанн.
Согласно указу императора Александра I от 30 августа 1814 года, вместо двух епархий в Восточной Грузии были образованы три: Карталинская; Телавская и Грузинско-Кавказская; Сигнахская и Кизикская. На последнюю и был назначен митрополит Иоанн с возведением в сан митрополита.
14 мая 1817 года вместо митрополита Варлаама (Эристави) был назначен новый экзарх Грузии архиепископ Феофилакт (Русанов). 28 декабря 1818 года на основании представления архиепископа Феофилакта (Русанова) все три епархии решением Синода были преобразованы в Карталино-Кахетинскую епархию, которую возглавил архиепископ Варлаам. При этом по ходатайству архиепископа Феофилакта (Русанова) Бодбийско-Сигнахская епархия была сохранена за митрополитом Иоанном: «Из уважения к летам и службе его оставить при управлении оною по смерть его, но с зависимостью экзарха».
Несмотря на действовавшее в то время законодательство, согласно которому все церковные земли на территории Грузинского экзархата были секуляризированы, митрополиту Иоанну удалось сохранить угодья Бодбийского монастыря. В 1823 года на его средства были отремонтированы и расписаны усыпальница просветительницы Грузии святой Нины и церковь великомученика Георгия в Бодбийском монастыре. В восстановительных работах в монастыре и в строительстве дворца для епархиального архиерея существенную помощь митрополиту Иоанну оказал экзарх Грузии Евгений (Баженов).
Скончался 24 сентября 1837 года. Был похоронен у правого столпа в Бодбийском монастыре, в церкви великомученика Георгия; надгробие венчает мраморная плита с русско-грузинской надписью.
После кончины митрополита Иоанна возглавлявшаяся им Бодбийско-Сигнахская епархия была упразднена и вошла в состав Картали-Кахетинской епархии. Был упразднён и Бодбийский монастырь.